# Piešťany
Piešťany (en allemand Pistyan, en hongrois Pöstyén) est une ville située au bord du Váh, dans l'ouest de la Slovaquie. Sa population est de 29 800 habitants.

## Histoire
La plus ancienne mention de Piešťany remonte à 1113 (Pescan).
Alors que les Ottomans occupent la majeure partie de l'Europe centrale, la région au nord du lac Balaton reste dans le Royaume de Hongrie (1538–1867). Jusqu'en 1918, la ville (nommée PISTYAN avant 1871, puis PÖSTYÉN) fait partie de la monarchie autrichienne (empire d'Autriche), dans la province de Hongrie en 1850 ; puis après le compromis de 1867, dans la Transleithanie, au Royaume de Hongrie.

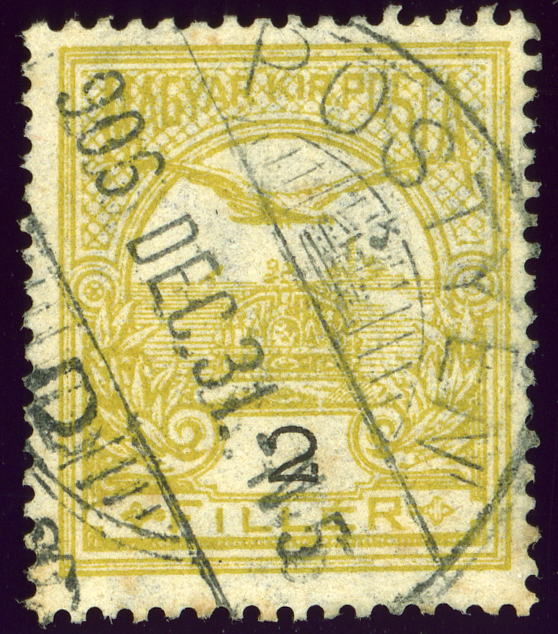
PÖSTYÉN dans le Royaume de Hongrie en 1906.

Le bureau de poste de Pistyan est ouvert en 1851.

## Démographie

### Évolution de la population
| Année:               | 1994.  | 2004.   | 2014.   | 2024.   |
| -------------------- | ------ | ------- | ------- | ------- |
| Nombre de personnes: | 32 970 | 29 957  | 27 998  | 26 379  |
| Différence:          |        | -9,13 % | -6,53 % | -5,78 % |

| Année:               | 2023.  | 2024.   |
| -------------------- | ------ | ------- |
| Nombre de personnes: | 26 668 | 26 379  |
| Différence:          |        | -1,08 % |

## Blason de la ville
Le blason de la ville représente un personnage retrouvant toutes ses forces et se libérant de sa béquille en la cassant; effectivement Piešťany est l’un des centres thermaux les plus importants de Slovaquie et d’Europe centrale.

## Climat
| Mois                                  | jan.       | fév.      | mars       | avril      | mai       | juin      | jui.     | août      | sep.      | oct.      | nov.       | déc.      | année      |
| ------------------------------------- | ---------- | --------- | ---------- | ---------- | --------- | --------- | -------- | --------- | --------- | --------- | ---------- | --------- | ---------- |
| Température minimale moyenne (°C)     | −3,5       | −2,7      | 0,5        | 4,6        | 9,3       | 12,8      | 14,4     | 14,5      | 10,6      | 6,3       | 2,7        | −1,9      | 5,6        |
| Température moyenne (°C)              | −0,8       | 1,1       | 5,3        | 10,7       | 15,3      | 18,8      | 20,8     | 20,7      | 16        | 10,6      | 5,5        | 0,5       | 10,4       |
| Température maximale moyenne (°C)     | 2,2        | 5         | 10,3       | 16,8       | 21,3      | 25        | 27,1     | 27,1      | 21,4      | 15        | 8,5        | 3         | 15,2       |
| Record de froid (°C) date du record   | −29,8 1987 | −24 1987  | −16,1 2005 | −10,4 1990 | −2,1 2017 | 0 2013    | 4,7 1989 | 2 1998    | 0,3 2018  | −8,2 1997 | −14,3 1989 | −23 1981  | −29,8 1987 |
| Record de chaleur (°C) date du record | 16,3 2002  | 18,7 2019 | 22,7 2021  | 30,2 2012  | 32,4 2005 | 35,6 2000 | 38 2007  | 38,4 2013 | 32,9 2019 | 27,8 2009 | 20,7 2018  | 16,2 1989 | 38,4 2013  |
| Précipitations (mm)                   | 34,3       | 62,4      | 98,7       | 102,2      | 57,8      | 69,8      | 71,6     | 97        | 58,3      | 114,4     | 75,5       | 76,2      | 918,2      |
| Nombre de jours avec précipitations   | 7,7        | 7,1       | 6,7        | 6,4        | 9         | 8         | 8,1      | 7,5       | 7,1       | 7,7       | 7,8        | 7,7       | 90,8       |

## Personnalités
- Ľudmila Cervanová, joueuse de tennis
- Dominika Cibulková, joueuse de tennis
- Magdaléna Rybáriková, joueuse de tennis
- Martina Moravcová, nageuse
- Branko Radivojevič, joueur de hockey
- Michel Miklík, joueur de hockey
- Gejza Vámoš, écrivain